# Odoesmade
Odoesmade, pleme američkih Indijanaca koje je po dokumentima iz 1691. u to vrijeme Španjolci susreli južno od Rio Grande u sjeveroistočnoj Coahuili. Ovo pleme izgleda da je lutalo sve na sjever do Edwards Plateaua u Teksasu. Swanton ih klasificira u Coahuiltecane. 

## Vanjske poveznice
- Odoesmade Indians